# Bahnhof Jahotyn

Der Bahnhof Jahotyn (kyrillisch Яготин) ist ein Bahnhof des ukrainischen Eisenbahnunternehmens Piwdenno-Sachidna Salisnyzja am südlichen Stadtrand der Rajonshauptstadt Jahotyn in der Oblast Kiew.

## Geschichte
Der Bahnhof wurde 1901 von der Kiew-Poltawaer Eisenbahn eröffnet. 1973 wurde der Abschnitt Baryschiwka–Jahotyn elektrifiziert, so wurde der Bahnhof Endpunkt der Vorortzüge von Kiew. Die Elektrifizierung wurde 1994 weiter nach Osten verlängert (zuerst bis Hrebinka).

## Verkehr
Am Bahnhof Jahotyn halten alle Regionalzüge. Er ist Endpunkt für sieben Zugpaare dieser Richtung. Der Nachtzug D 125/126 Kiew–Luhansk hält hier auch. So besitzt Jahotyn eine Direktverbindung mit Poltawa, Charkiw und Luhansk.

### Stadtverkehr
Alle Buslinien von Jahotyn führen über den Bahnhof. Der Omnibusbahnhof befindet sich dem Ukrsalisnyzja-Bahnhof gegenüber.